# Thomas Cole

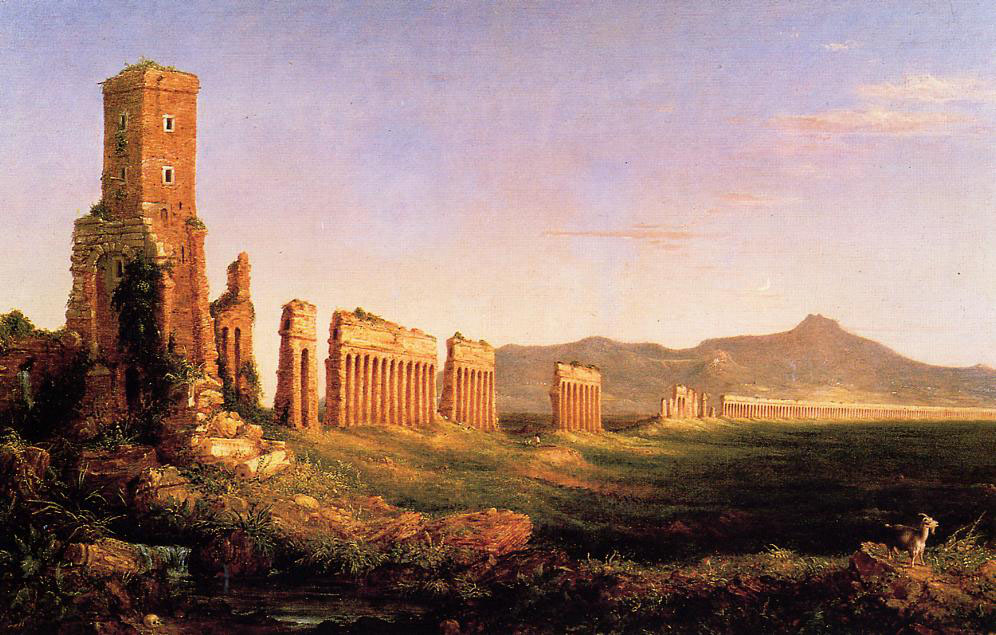
Aqüeducte prop de Roma.

Thomas Cole (1801 - 1848) fou un pintor estatunidenc d'origen britànic, considerat l'iniciador de l'Escola del Riu Hudson.

## Biografia

### Joventut i aprenentatge
Nascut a Bolton, Anglaterra, on va començar el seu aprenentatge artístic com a xilògraf, la seva família va emigrar (l'any 1818) als Estats Units d'Amèrica, establint-se a Steubenville (Ohio), on Cole va rebre instrucció rudimentària (any 1821) de pintura a l'oli d'un pintor itinerant. Va començar a pintar retrats al llarg riu Ohio, però l'any 1823 va decidir profunditzar els seus coneixements, estudiant a la Pennsylvania Academy of the Fine Arts, a Filadèlfia, on va exposar un paisatge l'any 1824. L'any 1825 es va traslladar a Nova York, i va establir el seu estudi a la casa del seu pare. Thomas Cole va fer diverses expedicions a les Catskill Mountains i a les Adirondack, entre 1825 i 1826, una sortida al llac George (estat de Nova York) l'any 1826, i a les White Mountains de Nou Hampshire l'any 1827. Cole va relatar les seves experiències en els seus poemes, cartes i en entrades als seu diaris.

### Activitat artística
Aviat va adquirir fama pels seus paisatges de to al·legòric i romàntic, que són considerats com les primeres pintures paisatgístiques importants del seu país, que tenien com a base les expedicions esmentades. Aquests paisatges van tenir un èxit notable, especialment a Nova York, on van ésser comprats per artistes com William Dunlap i John Trumbull, qui els va recomanar a amics seus com Daniel Wadsworth. El 1825, Cole fou un dels fundadors de la National Academy of Design. Tot i que ja abans havia tractat temes bíblics, ara va realitzar els seu primer gran llenç d'aquesta temàtica: Expulsió del Jardí de l'Edèn. El juny de 1829 va viatjar a Londres, on va trobar John Martin, Thomas Lawrence, John Constable, i Joseph M.W. Turner. El maig de 1831, va partir d'Anglaterra i va viatjar a França i a Itàlia, fins a finals de 1832.
Al retornar a Nova York, li van encarregar vàries obres, entre les quals El Curs de l'Imperi, i l'any 1835 va donar una conferència en la qual lamentava el cultiu de la Natura, i en canvi enaltia les virtuts de les zones verges. Seguint aquesta temàtica, va presentar a la National Academy of Design el llenç El meandre, vista des de Mount Holyoke (1836). Tot i que va continuar realitzant excursions a zones verges i realitzant-ne paisatges, l'obra de Cole va anar prenent un caire més religiós, potser degut a la seva conversió a l'Església episcopal. Fruit d'aquest canvi va ser la sèrie inacabada The Cross and the World. L'any 1844, Cole va acceptar el seu primer deixeble: Frederic Edwin Church, qui va romandre amb ell a Catskill (Nova York) fins a l'any 1846.

## Algunes obres de Thomas Cole
Als següents enllaços hom hi trobarà complida informació sobre algunes obres de Thomas Cole:
- Llac amb arbres morts (1825)

- Sortida de sol a les Catskill Mountains (1826)
- Les Cascades de Kaaterskill (1826)
- The Clove, un congost a la muntanya (1827)
- Expulsió del Jardí de l'Edèn (1828)
- El Descens de les aigües del Diluvi (1829)
- El Curs de l'Imperi (1836)
- El meandre, vista des de Mount Holyoke (1836)
- Vista d'un pas de muntanya anomenat "The Notch" (1839)
- El viatge de la Vida (1842)